# Kardinalska imenovanja pape Grgura XIV.
Papa Grgur XIV. za vrijeme svoga pontifikata (1590. – 1591.) održao je 2 konzistorija na kojima je imenovao ukupno 5 kardinala.

## Konzistorij 19. prosinca 1590. (I.)
1. Paolo Emilio Sfondrati, nećak Njegove Svetosti

## Konzistorij 6. ožujka 1591. (II.)
1. Ottavio Paravicini, alesandrijski biskup, nuncij u Švicarskoj
2. Ottavio Acquaviva d'Aragona, stariji, referent Sudišta Apostolske signature pravde i milosti, majordom Njegove Svetosti
3. Odoardo Farnese, opat commendatarius Grottaferrate
4. Flaminio Piatti, saslušatelj Svete Rimske rote